# کلودومر
کلودومر یا کلودومیر (زادهٔ پیرامون ۴۹۶ – مرگ ۲۱ ژوئن ۵۲۴) پادشاهی فرانک‌تبار از دودمان مروونژی بود که از ۵۱۱ تا ۵۲۴ بر اورلئان حکومت کرد.

## زندگینامه
کلودومر بزرگترین پسر کلوویس یکم، پادشاه فرانک‌ها از همسرش کلوتیلدا و در عین حال برادر کوچکتر تئودریک یکم، پسر ارشد کلوویس از زنی ناشناس بود. پس از مرگ کلوویس در سال ۵۱۱، قلمرو او بین چهار پسرش تئودریک، کلودومر، شیلدبرت و کلوتار تقسیم شد و متز به تئودریک، اورلئان (نواحی غربی و مرکزی فرانسه امروزی) به کلودومر، پاریس (در شمال غربی فرانسهٔ امروزی از سُوم تا بریتانی) به شیلدبرت یکم و سوآسون، قلب سرزمین‌های فرانک‌های سالی به کلوتار یکم، کوچکترین پسر کلوویس رسید. در بین سرزمین‌های تقسیم‌شده، اورلئان تنها پادشاهی‌ای بود که از نظر جغرافیایی، تشکیل سرزمینی واحد را در دوسوی رود لوآر می‌داد.
کلودومر در سال ۵۲۳ همراه با دو برادر تنی خود، کلوتار یکم و شیلدبرت یکم که متحد شده‌بودند به همسایگان شرقی خود بورگوندیایی‌ها یورش برده و سیژیزموند، پادشاه بورگوندی را دستگیر و همراه با خانواده‌اش اعدام کردند. یک سال بعد، کلودومر و برادر ناتنیش تئودریک یکم، جنگ علیه بورگوندی را از سر گرفتند. کلودومر و سپاهیانش در وزرونس با گودومر، پادشاه جدید بورگوندی و برادر سیژیزموند رودرو شدند که این نبرد با پیروزی گودومر و مرگ کلودومر به پایان رسید.
پس از کشته‌شدن کلودومر در ژوئن ۵۲۴، دو پسر جوان او نیز به‌دست برادرانش کلوتار و شیلدبرت به‌قتل رسیدند و دو برادر قلمرو اورلئان را بابرادر ناتنیشان تئودریک سهیم شدند. با وجود این سومین پسر کلودومر به نام کلودوالد توانست از دست عموهایش بگریزد. او زندگی‌ای مذهبی را در پیش گرفت و صومعه‌ای را در پاریس بنیان گذاشت که به نام او، سن کلود نامیده می‌شود.